# Азербайджан на «Евровидении-2014»
Азербайджан принимал участие в конкурсе песни «Евровидение 2014» в Копенгагене, Дания. Представитель был выбран путём национального отбора, организованным азербайджанским национальным вещателем «İTV».

## Böyük Səhnə
Конкурсом национального азербайджанского финала, который выбирал исполнителя для «Евровидение 2014» стал конкурс «Böyük Səhnə» («Большая сцена»).

### Формат
Формат шоу состоял из прослушивания, которое прошло между 9 и 16 января 2014 года. Выбранные кандидаты приступили к суперкастингу, который транслировался с 27 по 31 января 2014 года, где выяснились четырнадцать финалистов которые прошли дальше. Три кастинга, которые прошли 9, 16 и 23 февраля 2014 года, где определились кандидаты, прошедшие в финал, состоявшийся 2 марта 2014 года. В финале, остальные артисты выступали с их потенциальными возможностями участия на Евровидение 2014 года. Хуснийэ Магеррамова вела суперкастинговое шоу совместно с Туралом Асадовом.

#### Прослушивание
Прослушивания прошли по всей территории Азербайджана между 9 и 16 января 2014 года, где заинтересованные певцы могли подать свою заявку на участие. 250 кандидатов приняли участие в прослушиваниях. График прослушивания включал в себя следующие восемь городов:
- 9 января 2014 года — Сумгаит и Гянджа
- 10 января 2014 года — Ленкорань и Евлах
- 11 января 2014 года — Ширван и Шеки
- 12 января 2014 года — Губа
- 13 января 2014 года — Баку
- 15—16 января 2014 года — Баку

### Шоу

#### Суперкастинг
Суперкастинг состоял из пяти шоу, который состоялся между 27 и 31 января 2014 года, где Хуснийэ Магеррамова вела шоу. Конкурсанты прослушивания состояли в составе пяти членов перед жюри. Каждый член жюри, назначал каждому участнику от 1 до 10 баллов. Конкурсанты обязаны были получить в общем балле 40 и выше, чтобы продолжить своё участие в конкурсе. Жюри, которое оценивало конкурсантов состояло из Гюльчохра Шафиева (режиссёр), Севда Алекперзаде (певец), Ильхама Гасымова (певец), Тунзалейя Гахрамана (певец) и Салеха Багирова (телеведущий). По завершении пяти шоу, четырнадцать финалистов были квалифицированы чтобы продолжить участие в конкурсе. В дополнительном шоу 2 февраля 2014 года, состоялось повторный раунд для четырнадцати отборочных конкурсантов.
- Группа «Wave» (Баку)
- Валерия Гусейнзаде (Баку)
- Самира Эфендиева (Баку)
- Лала Султан (Баку)
- Хана Гасанова (Баку)
- Гулия Ибадова (Баку)
- Фуад Асадов (Баку)
- Эркин Османлы (Баку)
- Элтон Ибрагимов (Баку)
- Диляра Кязимова (Баку)
- Азад Шабанов (Баку)
- Айдын Эйваззаде (Баку)
- Айшебейим Нагиева (Гянджа)
- Сафа Эльдар (Сумгаит)

#### Суперкастинг (тур 1-й)
Первый тур суперкастинга состоялся 9 февраля 2014 года в Баку. Четырнадцать кандидатов исполняли кавер-версии различных песен, где каждый из пяти членов жюри присвоял им оценку от 1 до 10 баллов. Жюри состояло из: Эльдара Гасымова (певец и победитель на «Евровидение 2011»), Мурад Ариф (телеведущий), Тунзалей Агаева (композитор и певица), Мубариз Тагиев (заслуженный певец Азербайджана) и Зумруз Дадашзаде (профессор Бакинской музыкальной академии). Кандидаты, набравшие более 45 баллов автоматически прошли в следующий раунд, в то время как те, кто набрал 45 и менее были в опасности выбыть из конкурса. Четыре конкурсанта выбыли после обсуждений членов жюри.
| Суперкастинг (тур 1-й) — 9 февраля 2014 года | Суперкастинг (тур 1-й) — 9 февраля 2014 года | Суперкастинг (тур 1-й) — 9 февраля 2014 года        | Суперкастинг (тур 1-й) — 9 февраля 2014 года | Суперкастинг (тур 1-й) — 9 февраля 2014 года | Суперкастинг (тур 1-й) — 9 февраля 2014 года | Суперкастинг (тур 1-й) — 9 февраля 2014 года | Суперкастинг (тур 1-й) — 9 февраля 2014 года | Суперкастинг (тур 1-й) — 9 февраля 2014 года | Суперкастинг (тур 1-й) — 9 февраля 2014 года |
| №                                            | Исполнитель                                  | Песня (оригинальный исполнитель)                    | Э. Гасымов                                   | З. Дадашзаде                                 | М. Тагиев                                    | Т. Агаева                                    | М. Ариф                                      | Жюри                                         | Результат                                    |
| -------------------------------------------- | -------------------------------------------- | --------------------------------------------------- | -------------------------------------------- | -------------------------------------------- | -------------------------------------------- | -------------------------------------------- | -------------------------------------------- | -------------------------------------------- | -------------------------------------------- |
| 1                                            | Лала Султан                                  | «Aphrodisiac» (Элефтерия Элефтериу)                 | 7                                            | 7                                            | 8                                            | 8                                            | 7                                            | 37                                           | Выбыла                                       |
| 2                                            | Айдын Эйваззаде                              | «Pumped Up Kicks» («Foster the People»)             | 9                                            | 8                                            | 9                                            | 10                                           | 10                                           | 46                                           | Прошёл                                       |
| 3                                            | Гулия Ибадова                                | «You Are So Beautiful» (Джо Кокер)                  | 10                                           | 10                                           | 9                                            | 8                                            | 8                                            | 45                                           | Прошла                                       |
| 4                                            | Самира Эфендиева                             | «All by Myself» (Эрик Кармен)                       | 8                                            | 8                                            | 9                                            | 10                                           | 8                                            | 43                                           | Прошла                                       |
| 5                                            | Элтон Ибрагимов                              | «Superstition» (Стиви Уандер)                       | 10                                           | 9                                            | 10                                           | 10                                           | 10                                           | 49                                           | Прошёл                                       |
| 6                                            | Айшебейим Нагиева                            | «Still Loving You» («Scorpions»)                    | 7                                            | 8                                            | 7                                            | 8                                            | 7                                            | 37                                           | Выбыла                                       |
| 7                                            | Группа «Wave»                                | «Sarı Gelin» (Азербайджанская Народная песня)       | 6                                            | 7                                            | 7                                            | 7                                            | 7                                            | 34                                           | Выбыли                                       |
| 8                                            | Фуад Асадов                                  | «Every Time (I See Your Smile)» (Tomas N'evergreen) | 8                                            | 9                                            | 9                                            | 10                                           | 10                                           | 46                                           | Прошёл                                       |
| 9                                            | Хана Гасанова                                | «Hero» (Мэрайя Кэри)                                | 9                                            | 10                                           | 9                                            | 8                                            | 8                                            | 44                                           | Прошла                                       |
| 10                                           | Эркин Османлы                                | «Girls, Girls, Girls» (Эркин Османлы)               | 10                                           | 10                                           | 9                                            | 10                                           | 10                                           | 49                                           | Прошёл                                       |
| 11                                           | Диляра Кязимова                              | «Mercy» (Даффи)                                     | 10                                           | 10                                           | 10                                           | 10                                           | 10                                           | 50                                           | Прошла                                       |
| 12                                           | Сафа Эльдар                                  | «Troublemaker» (Олли Мерс совместно с Flo Rida)     | 7                                            | 7                                            | 8                                            | 7                                            | 7                                            | 36                                           | Выбыла                                       |
| 13                                           | Валерия Гусейнзаде                           | «Glorious» (Cascada)                                | 9                                            | 8                                            | 7                                            | 6                                            | 7                                            | 37                                           | Прошла                                       |
| 14                                           | Азад Шабанов                                 | «Fall Again» (Гленн Льюис)                          | 10                                           | 10                                           | 10                                           | 8                                            | 10                                           | 48                                           | Прошёл                                       |

#### Суперкастинг (тур 2-й)
Второй тур суперкастинга состоялся 16 февраля 2014 года в Баку. Десять кандидатов исполняли кавер-версии различных песен, где каждый из пяти членов жюри присвоял им оценку от 1 до 10 баллов. Жюри второго тура состояло из: Сабина Бабаева (певица и представительница Азербайджана на «Евровидение 2012»), Фаик Сучединнов (певец), Тунзалей Агаева (композитор и певица), Зумруз Дадашзаде (профессор Бакинской музыкальной академии) и Эльдар Гасымов (певец и победитель на «Евровидение 2011»). Кандидаты, набравшие более 45 баллов автоматически прошли в следующий раунд в то время как те, кто набрал 45 и менее были в опасности выбыть из конкурса. Четыре конкурсанта выбыли после обсуждений членов жюри.
| Суперкастинг (тур 2-й) — 16 февраля 2014 года | Суперкастинг (тур 2-й) — 16 февраля 2014 года | Суперкастинг (тур 2-й) — 16 февраля 2014 года                | Суперкастинг (тур 2-й) — 16 февраля 2014 года | Суперкастинг (тур 2-й) — 16 февраля 2014 года | Суперкастинг (тур 2-й) — 16 февраля 2014 года | Суперкастинг (тур 2-й) — 16 февраля 2014 года | Суперкастинг (тур 2-й) — 16 февраля 2014 года | Суперкастинг (тур 2-й) — 16 февраля 2014 года | Суперкастинг (тур 2-й) — 16 февраля 2014 года |
| №                                             | Исполнитель                                   | Песня (оригинальный исполнитель)                             | С. Бабаева                                    | Ф. Сучединнов                                 | Т. Агаева                                     | З. Дадашзаде                                  | Э. Гасымов                                    | Жюри                                          | Результат                                     |
| --------------------------------------------- | --------------------------------------------- | ------------------------------------------------------------ | --------------------------------------------- | --------------------------------------------- | --------------------------------------------- | --------------------------------------------- | --------------------------------------------- | --------------------------------------------- | --------------------------------------------- |
| 1                                             | Гулия Ибадова                                 | «GoldenEye» (Тина Тёрнер)                                    | 9                                             | 8                                             | 9                                             | 9                                             | 8                                             | 43                                            | Выбыла                                        |
| 2                                             | Эркин Османлы                                 | «Lovelight» (Робби Уильямс)                                  | 10                                            | 10                                            | 10                                            | 10                                            | 9                                             | 49                                            | Прошёл                                        |
| 3                                             | Валерия Гусейнзаде                            | «Drip Drop» (Сафура Ализаде)                                 | 8                                             | 9                                             | 8                                             | 8                                             | 9                                             | 42                                            | Выбыла                                        |
| 4                                             | Азад Шабанов                                  | «Señorita» (Джастин Тимберлейк)                              | 10                                            | 10                                            | 9                                             | 10                                            | 10                                            | 49                                            | Прошёл                                        |
| 5                                             | Самира Эфендиева                              | «It's All About You» (Юлиана Паша)                           | 10                                            | 10                                            | 10                                            | 9                                             | 9                                             | 48                                            | Прошла                                        |
| 6                                             | Айдын Эйваззаде                               | «Pompeii» (Bastille)                                         | 9                                             | 8                                             | 7                                             | 8                                             | 7                                             | 39                                            | Выбыл                                         |
| 7                                             | Хана Гасанова                                 | «Dance Again» (Дженнифер Лопес совместно с Pitbull)          | 9                                             | 10                                            | 8                                             | 9                                             | 10                                            | 46                                            | Прошла                                        |
| 8                                             | Фуад Асадов                                   | «Sorry Seems to Be the Hardest Word» (Элтон Джон)            | 9                                             | 8                                             | 7                                             | 8                                             | 7                                             | 39                                            | Выбыл                                         |
| 9                                             | Диляра Кязимова                               | «History Repeating» (Propellerheads совместно с Ширли Бэсси) | 9                                             | 9                                             | 10                                            | 10                                            | 10                                            | 48                                            | Прошла                                        |
| 10                                            | Элтон Ибрагимов                               | «Creative» (Леон Джексон)                                    | 9                                             | 10                                            | 8                                             | 9                                             | 9                                             | 45                                            | Прошёл                                        |

#### Суперкастинг (тур 3-й)
Третий тур суперкастинга состоялся 23 февраля 2014 года в Баку. Десять кандидатов исполняли кавер-версии различных песен, где каждый из пяти членов жюри присвоял им оценку от 1 до 10 баллов. Жюри третьего тура состояло из: Тунзалея Гахрамана (певец), Сары Бодалбхай (музыкант), Димитриса Контопулоса (композитор), Мурада Дадашева (продюсер) и Фуада Алиева. Кандидаты, набравшие более 45 баллов автоматически прошли в следующий раунд в то время как те, кто набрал 45 и менее были в опасности выбыть из конкурса. Четыре конкурсанта выбыли после обсуждений членов жюри.
| Суперкастинг (тур 3-й) — 23 февраля 2014 года | Суперкастинг (тур 3-й) — 23 февраля 2014 года | Суперкастинг (тур 3-й) — 23 февраля 2014 года | Суперкастинг (тур 3-й) — 23 февраля 2014 года | Суперкастинг (тур 3-й) — 23 февраля 2014 года | Суперкастинг (тур 3-й) — 23 февраля 2014 года | Суперкастинг (тур 3-й) — 23 февраля 2014 года | Суперкастинг (тур 3-й) — 23 февраля 2014 года | Суперкастинг (тур 3-й) — 23 февраля 2014 года | Суперкастинг (тур 3-й) — 23 февраля 2014 года |
| №                                             | Исполнитель                                   | Песня (оригинальный исполнитель)              | Т. Гахраман                                   | С. Бодалбхай                                  | Д. Контопулос                                 | М. Дадашев                                    | Ф. Алиев                                      | Жюри                                          | Результат                                     |
| --------------------------------------------- | --------------------------------------------- | --------------------------------------------- | --------------------------------------------- | --------------------------------------------- | --------------------------------------------- | --------------------------------------------- | --------------------------------------------- | --------------------------------------------- | --------------------------------------------- |
| 1                                             | Хана Гасанова                                 | «At Last» (Этта Джеймс)                       | 10                                            | 10                                            | 10                                            | 9                                             | 8                                             | 47                                            | Прошла                                        |
| 2                                             | Элтон Ибрагимов                               | «Ready For Love» (Индиа.Ари)                  | 9                                             | 8                                             | 8                                             | 7                                             | 7                                             | 39                                            | Выбыл                                         |
| 3                                             | Самира Эфендиева                              | «I Have Nothing» (Уитни Хьюстон)              | 9                                             | 9                                             | 9                                             | 8                                             | 9                                             | 44                                            | Выбыла                                        |
| 4                                             | Азад Шабанов                                  | «Whatever Happens» (Майкл Джексон)            | 9                                             | 9                                             | 9                                             | 8                                             | 10                                            | 45                                            | Выбыл                                         |
| 5                                             | Диляра Кязимова                               | «Hometown Glory» (Адель)                      | 10                                            | 10                                            | 10                                            | 10                                            | 9                                             | 49                                            | Прошла                                        |
| 6                                             | Эркин Османлы                                 | «If You Were a Sailboat» (Кэти Мелуа)         | 9                                             | 9                                             | 9                                             | 8                                             | 9                                             | 44                                            | Прошёл                                        |

#### Финал
Финал состоялся 2 марта 2014 года Баку. После того, как три финалиста исполнили свои песни, стала известна победительница, Диляра Кязимова, которая и представит Азербайджан в Копенгагене
| Финал — 2 марта 2014 года | Финал — 2 марта 2014 года | Финал — 2 марта 2014 года                                    | Финал — 2 марта 2014 года | Финал — 2 марта 2014 года | Финал — 2 марта 2014 года | Финал — 2 марта 2014 года | Финал — 2 марта 2014 года | Финал — 2 марта 2014 года | Финал — 2 марта 2014 года | Финал — 2 марта 2014 года |
| №                         | Исполнитель               | Песня                                                        | Э. Гасымов                | Т. Агаева                 | Дж. Гулиев                | С. Орн                    | М. Ариф                   | Жюри                      | Всего                     | Место                     |
| ------------------------- | ------------------------- | ------------------------------------------------------------ | ------------------------- | ------------------------- | ------------------------- | ------------------------- | ------------------------- | ------------------------- | ------------------------- | ------------------------- |
| 1                         | Эркин Османлы             | «Girls, Girls, Girls» (Эркин Османлы)                        | 8                         | 8                         | 8                         | 6                         | 8                         | 38                        | 122                       | 3                         |
| 1                         | Эркин Османлы             | «Love Me Again» (Джон Ньюмен)                                | 9                         | 10                        | 9                         | 8                         | 8                         | 44                        | 122                       | 3                         |
| 1                         | Эркин Османлы             | «Letter to Brooke» (оригинальная песня)                      | 7                         | 7                         | 8                         | 8                         | 10                        | 40                        | 122                       | 3                         |
| 2                         | Диляра Кязимова           | «History Repeating» (Propellerheads совместно с Ширли Бэсси) | 8                         | 8                         | 8                         | 7                         | 9                         | 40                        | 136                       | 1                         |
| 2                         | Диляра Кязимова           | «Happy» (Фаррелл)                                            | 9                         | 9                         | 9                         | 9                         | 10                        | 46                        | 136                       | 1                         |
| 2                         | Диляра Кязимова           | «Alone» (оригинальная песня)                                 | 10                        | 10                        | 10                        | 10                        | 10                        | 50                        | 136                       | 1                         |
| 3                         | Хана Гасанова             | «Dance Again» (Дженнифер Лопес совместно с Pitbull)          | 9                         | 9                         | 9                         | 7                         | 7                         | 41                        | 129                       | 2                         |
| 3                         | Хана Гасанова             | «Run» (Snow Patrol)                                          | 10                        | 9                         | 9                         | 9                         | 9                         | 46                        | 129                       | 2                         |
| 3                         | Хана Гасанова             | «My Life» (оригинальная песня)                               | 9                         | 9                         | 8                         | 8                         | 8                         | 42                        | 129                       | 2                         |

### Песня
Песня под названием «Start a Fire», с которой Диляра Кязимова должна была выступить на «Евровидение 2014», была представлена 16 марта 2014 года.

## Подготовка к конкурсу

### Промотур
| Дата              | Город                 | Примечания |
| ----------------- | --------------------- | --- |
| 7 апреля 2014     | Амстердам, Нидерланды | Выступления в программе Eurovision in Concert, в ходе которой исполнила конкурсную композицию «Start a Fire». |
| 13-14 апреля 2014 | Литва                 | Выступление на местной телеверсии шоу «Битва хоров». (13 апреля) В прямом эфире шоу на телеканале TV3 с песней «Start a Fire». (13 апреля) На утреннем шоу канала LRT. (14 апреля) В телешоу «Две звезды» (на телеканале LRT), спев вместе с представительницей Литвы на конкурсе Вилией Матачюнайте (14 апреля). |
| 17 апреля 2014    | Будапешт, Венгрия     | Участие с венгерским участником «Евровидения 2014» Андрашем Каллаи-Сондерсом в утреннем шоу «Ma Reggel». Интересно, что Андраш Каллай-Сондерс представил на венгерском шоу «Ma Reggel» свою версию песни «Start a Fire» Выступление на телешоу «Kívánságkosár».                                                   |
| 20 апреля 2014    | Москва, Россия        | Выступление на ежегодной предконкурсной вечеринке, прошедшей на крыше московского ресторана «Карлсон».. В Москве Диляра исполнила свою конкурсную композицию «Start a Fire» и песню «Mercy». Участие в эфире телеканала «Москва 24».                                                                              |
| 23 апреля 2014    | Тбилиси, Грузия       | Участие в передачах местных телеканалов и радиостанций. |
| 25 апреля 2014    | Мальта, Валетта       | Участие в шоу TVPM. Вечером она представила свою конкурсную песню «Start a Fire» в эфире телешоу Xarabank. |

## На Евровидении
Представитель Азербайджана на конкурсе выступала под 8-м номером в первой половине первого полуфинала, который прошёл 6 мая 2014 года в Копенгагене. Заняв 9-е место с 57 очками Диляра Кязимова прошла в финал, который состоялся 10 мая. В финале Кязимова выступала под номером 3. В итоге, Кязимова, набрав 33 очка, заняла 22-е место, обойдя Мальту, Сан-Марино, Словению и Францию.

### Голоса от Азербайджана
| 12 очков | Украина    |
| 10 очков | Россия     |
| 8 очков  | Венгрия    |
| 7 очков  | Латвия     |
| 6 очков  | Сан-Марино |
| 5 очков  | Эстония    |
| 4 очка   | Бельгия    |
| 3 очка   | Нидерланды |
| 2 очка   | Черногория |
| 1 очко   | Португалия |

| 12 очков | Россия     |
| 10 очков | Украина    |
| 8 очков  | Венгрия    |
| 7 очков  | Белоруссия |
| 6 очков  | Румыния    |
| 5 очков  | Мальта     |
| 4 очка   | Греция     |
| 3 очка   | Сан-Марино |
| 2 очка   | Польша     |
| 1 очко   | Австрия    |

### Голоса за Азербайджан
| 10 очков | Россия                      |
| 7 очков  | Албания                     |
| 6 очков  | Сан-Марино, Молдавия        |
| 5 очков  | Украина                     |
| 4 очка   | Нидерланды, Эстония         |
| 2 очка   | Франция, Португалия, Латвия |
| 1 очко   | Венгрия, Исландия           |

| 12 очков | Сан-Марино |
| 10 очков | Россия     |
| 7 очков  | Грузия     |
| 3 очка   | Белоруссия |
| 1 очко   | Украина    |